# Luis Ricardo Reyes
Luis Ricardo Reyes Moreno (né le 3 avril 1991 à Monterrey au Mexique) est un joueur de football international mexicain qui évolue au poste de défenseur.

## Biographie

### Carrière en sélection
Il joue son premier match en équipe du Mexique le 8 février 2017, en amical contre l'Islande (victoire 1-0).
Il participe avec l'équipe du Mexique à la Coupe des confédérations 2017 organisée en Russie.

## Palmarès
Atlas
- Coupe du Mexique :
  - Finaliste : 2013 (Ouverture).